# Kaspar von Mercy
Kaspar Freiherr von Mercy, französisch Gaspard baron de Mercy, (* 1599 in Longwy; † 5. August 1644 in Freiburg im Breisgau) war ein kurbayrischer Generalwachtmeister im Dreißigjährigen Krieg. Er kämpfte zunächst in lothringischen und kaiserlichen Diensten, bevor er 1639 in die bayrische Armee wechselte. Fünf Jahre später fiel er in der Schlacht bei Freiburg. Seine Karriere ist eng verbunden mit seinem älteren Bruder, Feldmarschall Franz von Mercy.

## Leben
Kaspar wurde 1599 als dritter Sohn von Pierre Ernest de Mercy († 1619) und dessen Frau Anne du Hautoy geboren. Pierre Ernest war Gouverneur von Longwy und Kammerherr des Herzogs Karl. III von Lothringen. Die älteren Brüder Kaspars waren der spätere kaiserliche Feldmarschallleutnant Heinrich (1596–1659) und der kurbayrische Feldmarschall Franz von Mercy (ca. 1597–1645). Von den zahlreichen jüngeren Brüdern ist überliefert, dass Maximilian dem Benediktinerorden beitrat, Ludwig (1614–1633) im Alter von 19 Jahren als Hauptmann bei der Verteidigung von Konstanz ums Leben kam und Pierre Ernest (II., * 1617) zum Abbé des Klosters Acey berufen wurde. Die Schwester Françoise war seit 1632 mit dem kaiserlichen Offizier Jacques de Buffignécourt verheiratet. Es gab noch zwei weitere Brüder namens Anton und Errard sowie eine Schwester, über die wenig bekannt ist.

### Lothringischer und kaiserlicher Offizier

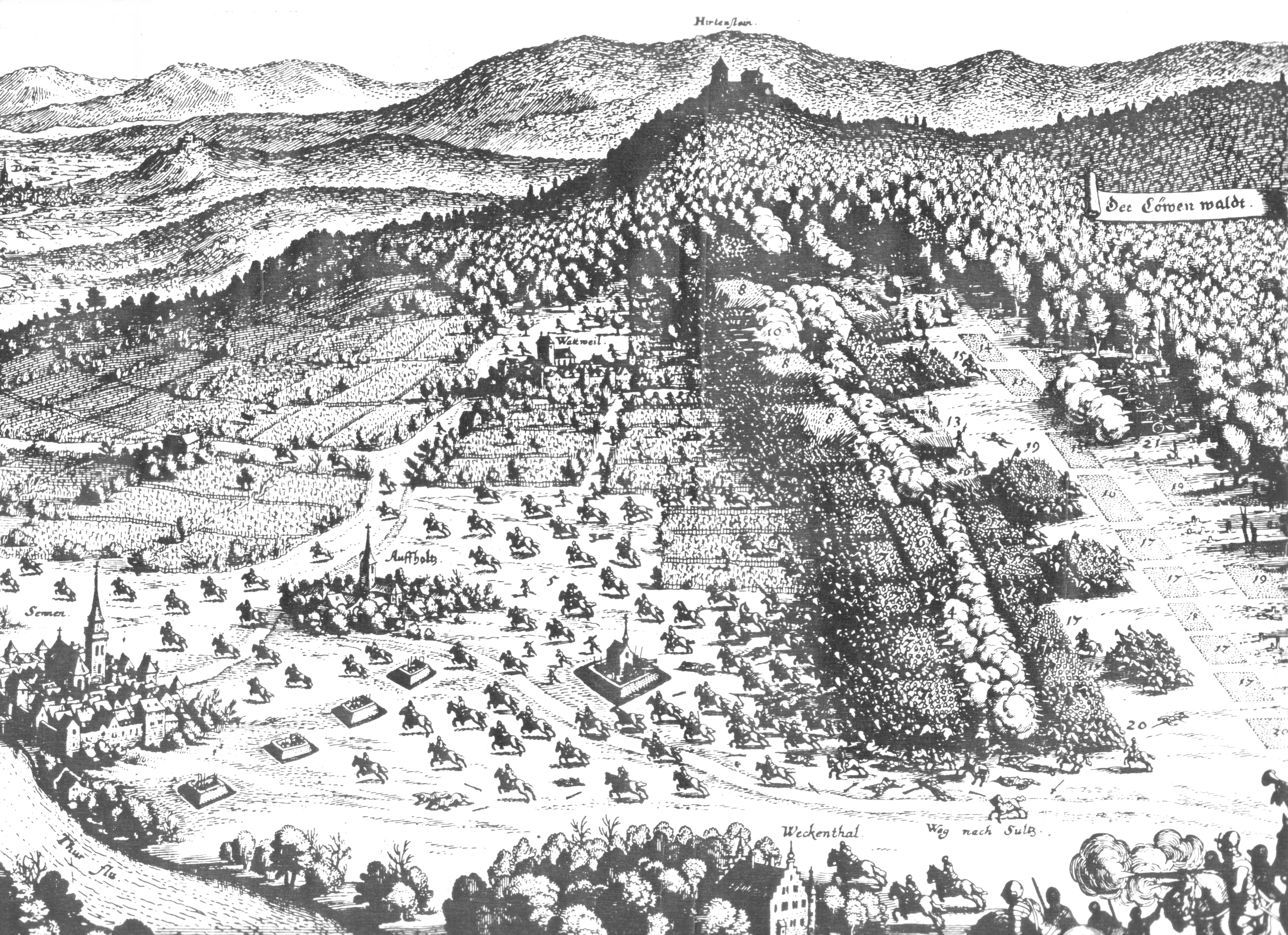
Die Schlacht bei Wattwiller im Jahr 1634

Anfangs war Kaspar Page des Erzherzogs Leopold V. von Tirol. Er wurde Soldat und befehligte im Jahr 1630 als Hauptmann eine Kompanie Chevaulegers in Longwy, wo zur gleichen Zeit sein ältester Bruder Gouverneur war. 1631 war er Kommandant der Festung Moyenvic, die von französischen Truppen belagert und am 27. Dezember erobert wurde. Im selben Jahr trat er als Oberstleutnant in den Dienst des Kaisers und wurde Kommandant des Kürassierregiments von Ottavio Piccolomini. Als der lothringische Herzog Karl IV. von Lothringen im Konflikt mit den Franzosen abdankte und für den Kaiser in den Kampf gegen die Schweden zog, schloss Kaspar sich ihm an und kämpfte im März 1634 unter seinem Befehl bei Wattwiller.
Im Laufe des Jahres 1634 wurde er zum Obristen befördert und erhielt das Patent auf ein Reiterregiment. Ihm wurden sechs Kompanien Kürassiere verliehen, die der kurz vorher verstorbene Hannibal von Schauenburg angeworben hatte. Für die Werbung zweier weiterer Kompanien streckte Kaspars Bruder Franz das Geld vor. Zunächst stand das Regiment am Oberrhein, danach zog es mit dem kaiserlichen Heer unter Matthias Gallas nach Lothringen, wo es 1636 nahe Metz eine französische Kürassier-Abteilung überfiel. Die nächsten beiden Jahre stand es in Burgund bei der Armee Karls von Lothringen, in der Franz von Mercy als General diente. Im Juni 1637 wurde Kaspar bei Champlitte durch eine Musketenkugel schwer verwundet. 1638 nahm er an der Schlacht bei Poligny teil.

### Bayrischer Reitergeneral

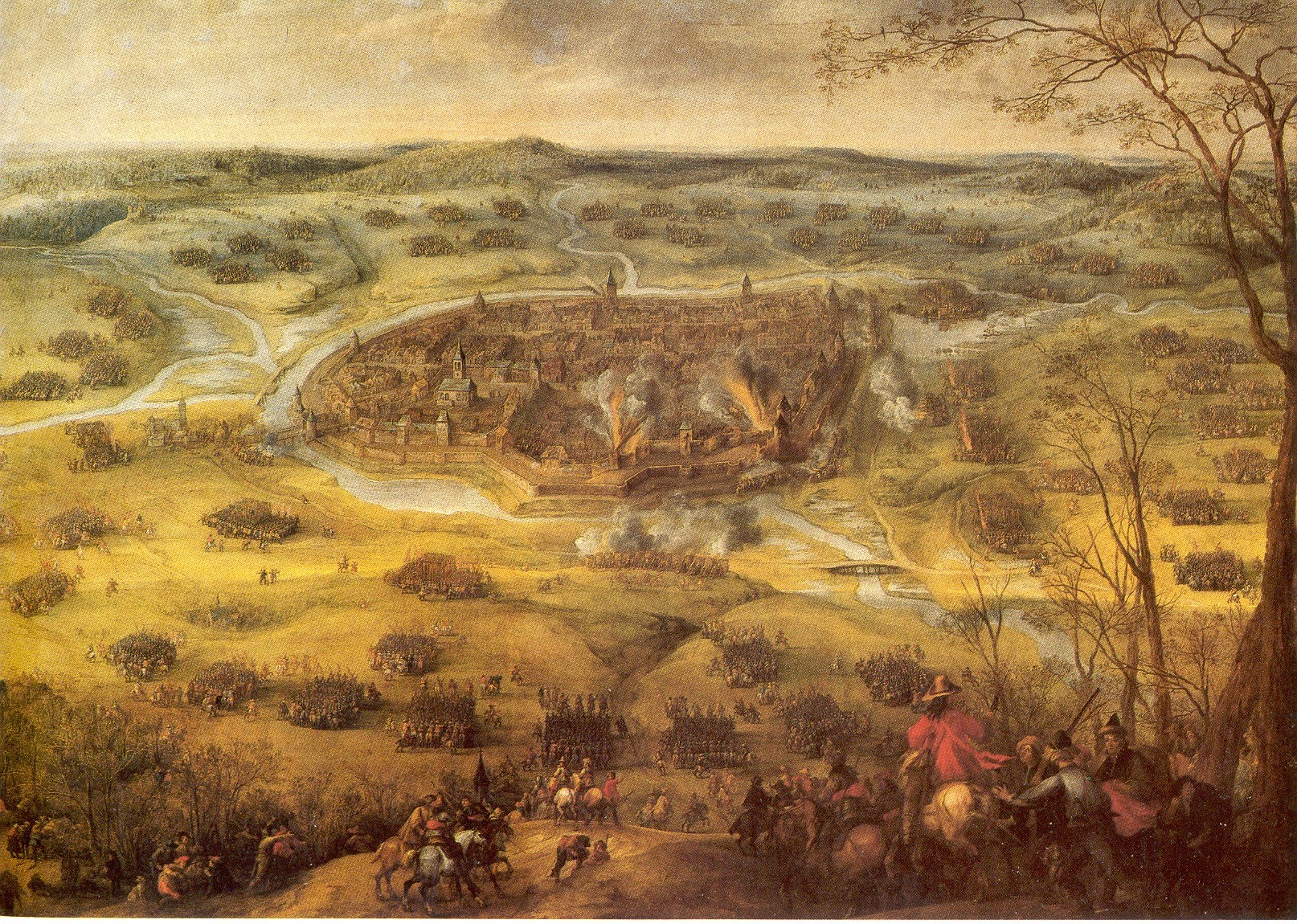
In Neunburg vorm Wald hatte Kaspar 1641 die Schweden unter Erik Slang eingeschlossen

Kurz nachdem Franz von Mercy Ende 1638 in kurbayrische Dienste gewechselt war, erhielt Kaspar auf Empfehlung seines Bruders im April 1639 die Stelle eines Generalwachtmeisters im bayrischen Heer. Im Oktober 1640 beteiligte er sich an der Belagerung und Eroberung Höxters durch kaiserliche und bayrische Truppen. Anfang 1641 kämpfte er in der Oberpfalz gegen die Schweden unter Johan Banér, der einen vergeblichen Angriff auf den in Regensburg tagenden Reichstag unternahm. Als Banér sich im März zurückzog, nahm Kaspar mit der Vorhut der kaiserlich-bayrischen Armee die Verfolgung auf. Am 19. März stieß er bei Neukirchen-Balbini auf den schwedischen Obristen Erik Slang, der die Besatzungen der umliegenden Städte gesammelt hatte und mit ihnen auf dem Weg zum schwedischen Hauptlager bei Cham war. Kaspars Reiter schlugen Slang und drängten ihn hinter die Mauern von Neunburg vorm Wald zurück. Dort war Slang erst am 21. März nach mehreren erfolglosen Sturmangriffen der kaiserlich-bayrischen Armee zur Kapitulation zu bringen, womit er seinem Befehlshaber Banér und dem restlichen schwedischen Heer knapp das Entkommen sicherte.
Im Herbst 1641 kämpfte Kaspar von Mercy an der Seite des kaiserlichen Heeres in Niedersachsen. Vor der Stadt Münden griffen er und Claus Dietrich von Sperreuth den in der Nähe mit 1500 Reitern lagernden weimarischen Obristen Reinhold von Rosen an, sie erwischten von dessen Streitmacht aber nur noch 400 Mann, die sie größtenteils gefangen nahmen. Anfang des nächsten Jahres geriet ein Generalwachtmeister Mercy in der Schlacht bei Kempen am Niederrhein in französische Gefangenschaft, wobei es sich entweder um Kaspar oder um seinen ältesten Bruder Heinrich handelte.
1642 wurde Kaspar als Mitglied Nr. 364 mit dem Gesellschaftsnamen „der Hehre“ gemeinsam mit Piccolomini und seinem Bruder Franz vom Fürsten Ludwig I. von Anhalt-Köthen in die Fruchtbringende Gesellschaft aufgenommen. In dieser Zeit marschierten die kaiserlichen und bayrischen Truppen durch die anhaltinischen Fürstentümer, und der Fürst versprach sich von den Ehrungen eine schonendere Behandlung des Landes.

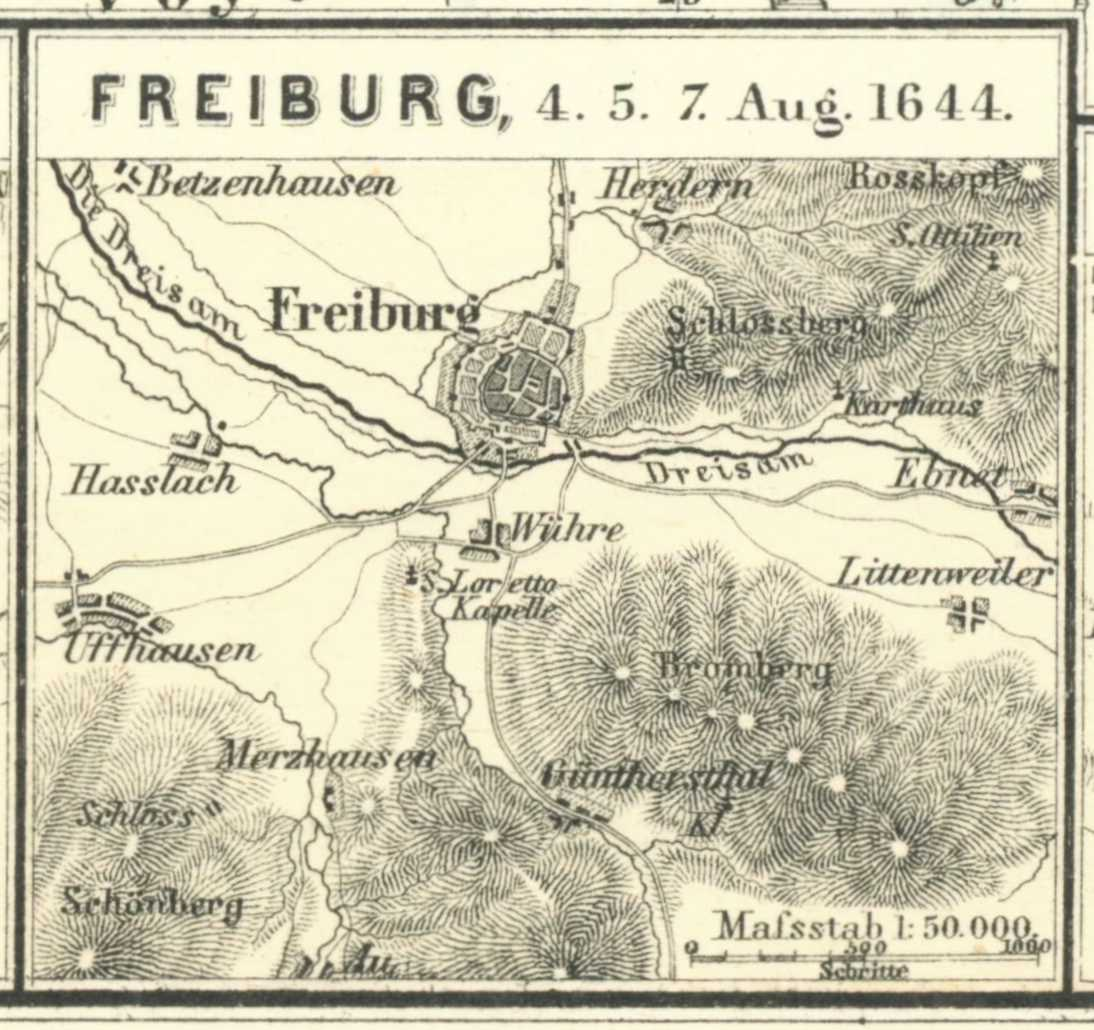
Das Schlachtfeld um Freiburg, wo Kaspar am 5. August 1644 fiel

Am 24. November 1643 kämpfte er in der Schlacht bei Tuttlingen, in der den Bayern und Kaiserlichen unter Kaspars Bruder Franz in einem Hinterhalt die Gefangennahme eines Großteils des gegnerischen französisch-weimarischen Heeres unter Josias Rantzau gelang. Er selbst zerschlug die in Mühlheim an der Donau gelegene französische Infanterie und übernahm anschließend die Einschließung von sieben Fußregimentern in Möhringen, die sich am nächsten Tag ergaben.
Im Juni 1644 wurde er in einem Reitergefecht bei Donaueschingen von den Franzosen unter Turenne geschlagen, der sich kurz darauf wieder ins Elsass zurückzog. Daraufhin belagerte das bayrische Heer Freiburg, das sich am 28. Juli ergab, unmittelbar vor dem Eintreffen französischer Verstärkung unter dem Herzog von Enghien. Das vereinigte Heer der Franzosen unter d’Enghien und Turenne griff die Bayern am 3. August in der Schlacht bei Freiburg im Breisgau an. Nach einem ersten abgewehrten Angriff nahmen die Bayern neue Stellungen auf dem Schlierberg ein, die die Franzosen am 5. August bestürmten. Am Abend drängte Kaspar mit der abgesessenen Kavallerie die Franzosen vom Schlierberg zurück, kam dabei aber selbst zu Tode. Er wurde im Freiburger Münster bestattet.

## Familie
Er war in erster Ehe mit Marie-Christine Argenteau verheiratet. Nach deren Tod vermählte er sich in zweiter Ehe mit Antoinette de Gastinois, der Tochter des lothringischen Generals Antoine de Gastinois. Kaspar und Antoinette hatten einen gemeinsamen Sohn, der wie sein Vater Gaspard genannt wurde. Dieser wurde später Oberst in der Armee Lothringens. Als Witwe zog sich Antoinette nach Drouville zurück, wo sie am 9. September 1681 starb.